# جيمس سميث (سياسي أسترالي، مواليد 1827)
جيمس سميث (بالإنجليزية: James Smith)‏ هو مستكشف وسياسي أسترالي، ولد في 1 يوليو 1827، وتوفي في 15 يونيو 1897. انتخب عضو المجلس التشريعي التاسماني ‏.